# Kolindrós
Kolindrós, en grec moderne : Κολινδρός, est un village et un ancien dème de Macédoine-Centrale en Grèce. Depuis 2010, il fait partie du dème de Pýdna-Kolindrós.
Selon le recensement de 2011, la population du dème compte 15 179 habitants tandis que celle du village s'élève à 2 822 habitants.